# Pallas Athena (David Bowie)
Pallas Athena is een nummer van de Britse muzikant David Bowie, uitgebracht als de zevende track op zijn album Black Tie White Noise uit 1993. In 1997 werd een liveversie van het nummer uitgebracht als single onder de naam "Tao Jones Index".

## Achtergrond
De naam van het nummer is afkomstig van de Griekse godin Pallas Athena, die vaak in Atheense standbeelden wordt afgebeeld. De titel van het nummer is hierdoor een suggestie van religie en iconen en zet de toon voor een donker stuk waarin de kracht die religie over de mensheid heeft centraal staat.
De teksten in het nummer zijn schaars, maar de eerste regel "God is on top of it, that's all" klinkt alsof het gezegd wordt door een Afro-Amerikaanse prediker. Hierna verandert het nummer in een techno-dansnummer, waarbij geluiden van snaarinstrumenten worden gebruikt over de bas en de drums. De saxofoon van Bowie en de trompet van Lester Bowie (geen familie) klinken alsof het schreeuwende mensen zijn. De regel "We are, we are, we are, we are praying" wordt herhaald gedurende het eind van het nummer in een trieste manier. Uiteindelijk herhaalt het nummer Bowie's interesse in de relatie tussen de mensheid en God.
Bowie speelde een drum and bass-versie van het nummer tijdens zijn Earthling Tour in 1997. Een liveversie, opgenomen in Paradiso in Amsterdam, werd uitgebracht als single onder het pseudoniem Tao Jones Index. Bowie speelde onder deze naam bij zijn optreden in een danstent op het Phoenix Festival in 1997. Het is een woordspeling op zijn geboortenaam, David Jones, en zijn recente obligatielening aan de Dow Jones Index. Tao, een Chinees karakter dat wordt uitgesproken als "dao", staat niet alleen voor het Chinese equivalent aan Bowie's eerste initiaal D, maar heeft ook een religieuze betekenis met betrekking tot het taoïsme en komt hierdoor overeen met het thema "Pallas Athena". Het Chinese karakter 道 betekent "de weg, het pad, de route".

## Tracklijst
- Alle nummers geschreven door Bowie.

12"-promotieversie (1993)
1. "Pallas Athena (Don't Stop Praying Remix No 2)" - 7:24
2. "Pallas Athena (Don't Stop Praying Remix)" - 5:36
3. "Pallas Athena (Gone Midnight Mix)" - 4:21

12"-versie (1997)
1. "Pallas Athena (live)" - 8:18
2. "V-2 Schneider (live)" - 6:45

Digitale download (2010)
1. "Pallas Athena (albumversie)" - 4:40
2. "Pallas Athena (Don't Stop Praying Remix)" - 5:38
3. "Pallas Athena (Don't Stop Praying Remix No. 2)" - 7:24
4. "Pallas Athena (Gone Midnight mix)" - 4:20

## Muzikanten
Albumversie
- David Bowie: zang, saxofoon
- Nile Rodgers: gitaar
- Barry Campbell: basgitaar
- Sterling Campbell: drums
- Richard Hilton: keyboard
- Lester Bowie: trompet

Liveversie
- David Bowie: zang, gitaar, alt- en baritonsaxofoon
- Reeves Gabrels: gitaar, achtergrondzang
- Gail Ann Dorsey: basgitaar, keyboard, achtergrondzang
- Zachary Alford: drums, percussie
- Mike Garson: keyboard, achtergrondzang